# Gettlinge gravfält

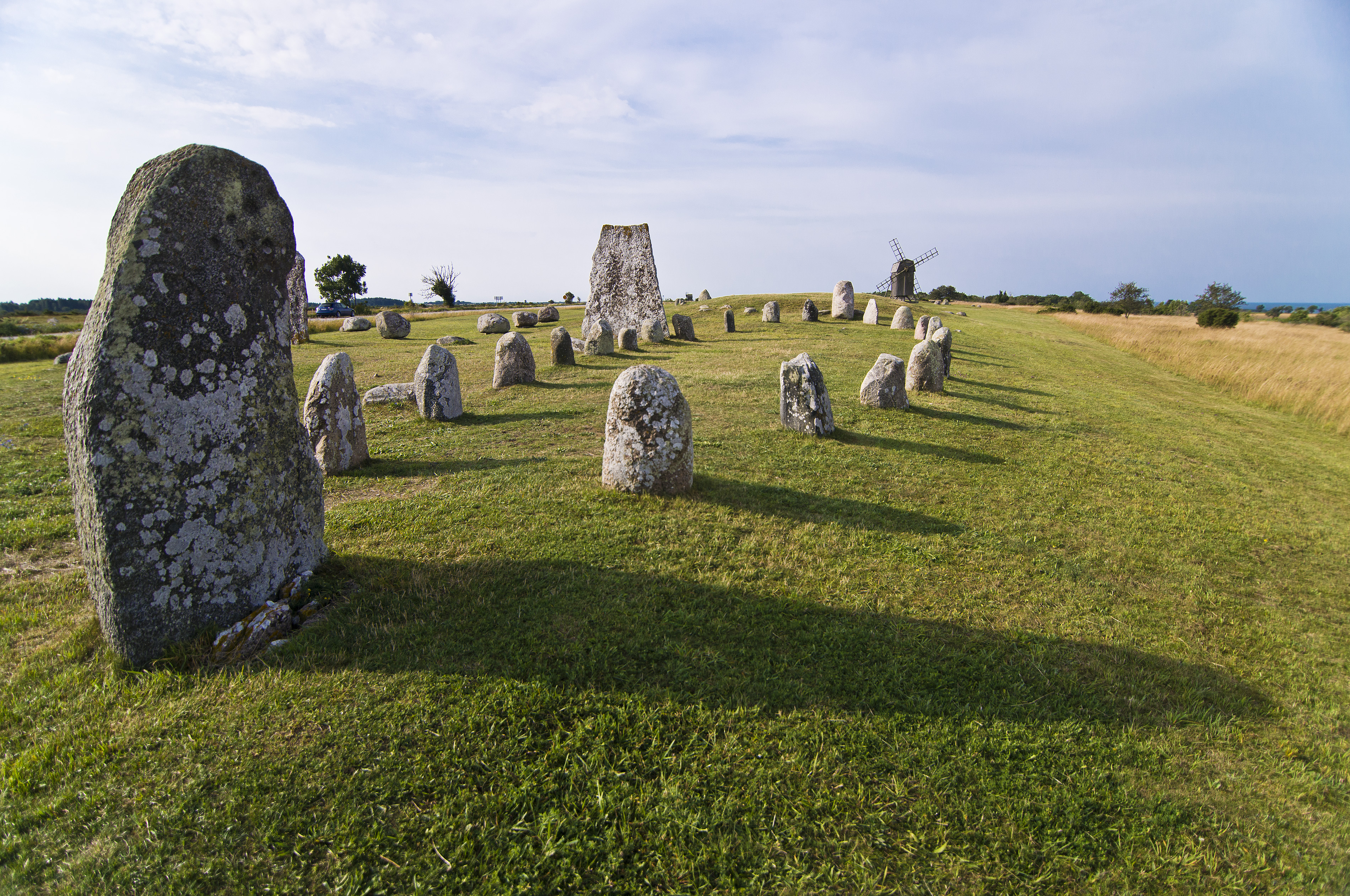
Gettlingegravfätet Södra Möckleby

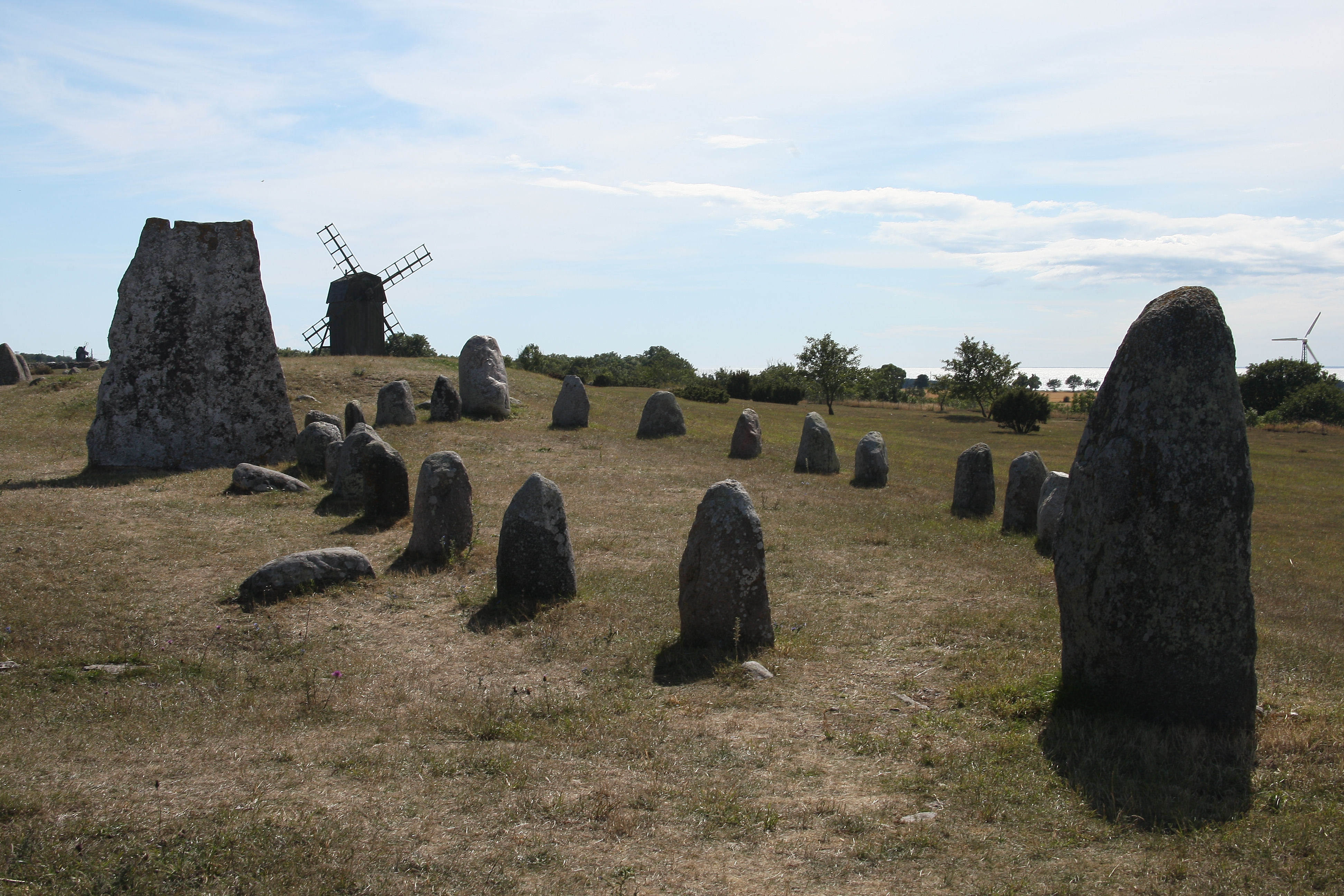
Skeppssättning på Gettlinge gravfält

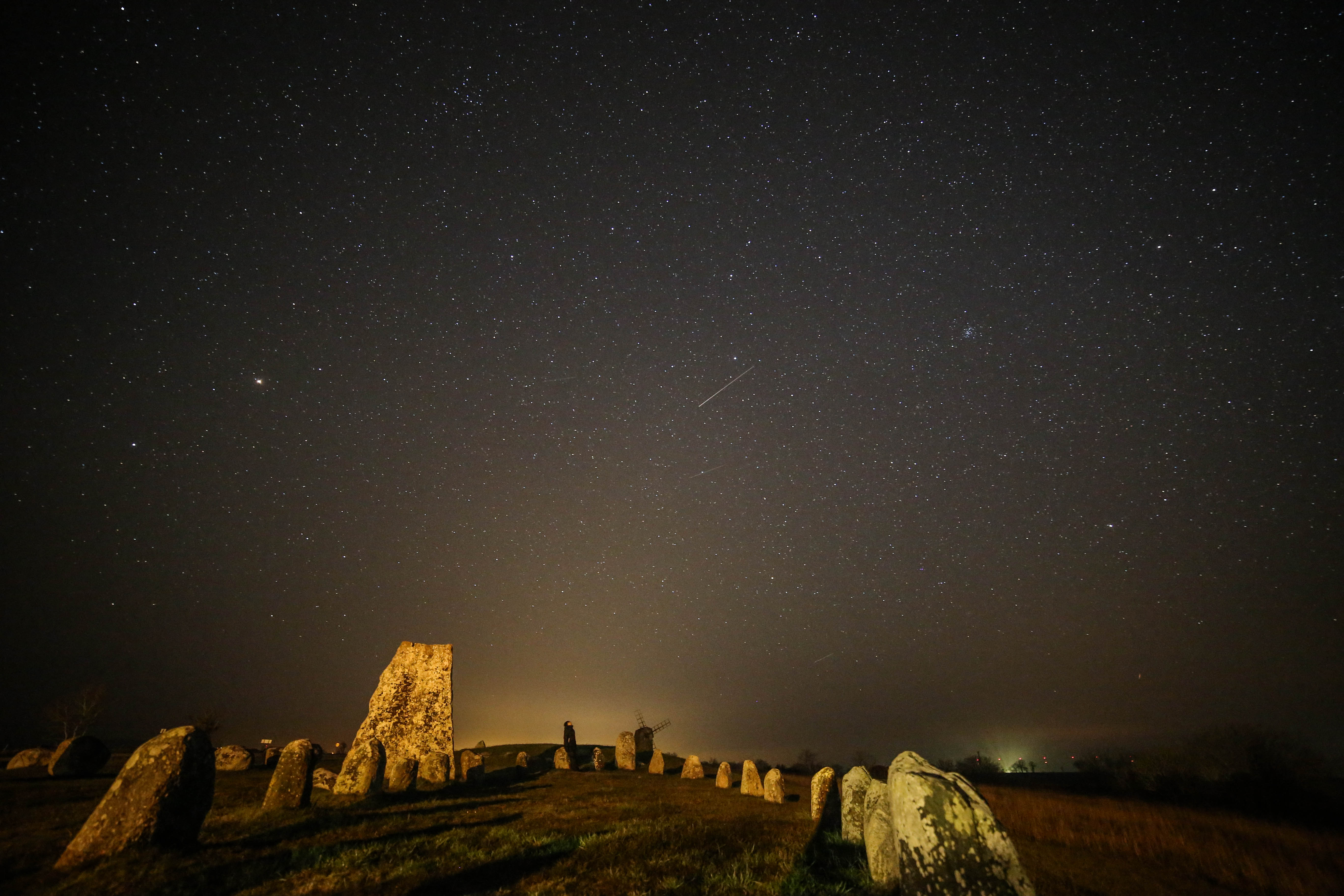
Gettlinge gravfält under stjärnorna

Gettlinge gravfält är en fornlämning i Södra Möckleby socken på södra Öland. Gravfältet är ett av de största på Öland, med en längd av nästan två kilometer. Det är beläget längs öns västra väg mellan byarna Gårdstorp, Gettlinge och Klinta.
Gravfältet beskrevs av historikern Johannes Haquini Rhezelius i hans "Monumenta runica", från 1634. Han ritade av skeppssättningen i sin resedagbok. Carl von Linné undersökte en grav 1741. Landskapsskildraren Abraham Ahlqvist skrev om platsen 1825. Han intresserade sig särskilt för de båda drygt tre meter höga stenarna i Klinta.
Raden med förhistoriska kulturlämningar börjar norr om Gettinge by. Många har blivit förstörda genom stenbrott eller av skattsökare. På gravfältet fanns omkring 250 gravar. Idag återstår mer än 200. De flesta är stensättningar från yngre bronsåldern och järnåldern. I kvadratiska eller runda stensättningar har man funnit stenkistor med obrända skelett. Fältets norra del är mest varierande. De stora kalkstenshällarna där har rests för att märka ut platsens betydelse. På en imponerande, 30 meter lång skeppssättning, som består av 23 resta granitblock intill varann, finns ett tjugotal skålgropar. Skålgropar är ett ständigt återkommande motiv på stenar från bronsåldern.
Omkring år 1900 undersöktes 15 gravar i Gettlinge. Det var enbart mansgravar, några innehöll vapen men de flesta var plundrade. Den bäst bevarade graven bestod av tio kalkstenshällar och ett dubbelt lager täckstenar. Den döde hade lagts i graven tillsammans med sin hund, två spjut, en sköld och sporrar. Denna gravform är från första århundradet efter Kristus. Gravfältet utnyttjade under 2000 år från 1000 före Kristus till 1050 efter Kristus.
På öns västsida finns flera gravfält. Det största, med omkring 300 gravar, ligger i Ås vid Ottenby. Ett annat stort fält finns vid Mysinge.